# Selección de polo de México
La Selección de polo de México es el equipo de polo representante de México en las competiciones internacionales. Es una de las selecciones de polo más antiguas del mundo, participó en los segundos Juegos Olímpicos de París 1900 y en el primer Campeonato Mundial en 1987. 
A pesar de no contar con ningún título mundial, México tiene un gran nivel en el polo y a lo largo de su historia ha tenido notables jugadores, como el fallecido Carlos Gracida.

## México en los Juegos Olímpicos
México ha participado en dos de las cinco ediciones de los Juegos Olímpicos en donde se disputó polo. Tuvo el honor de participar en los primeros y en los últimos Juegos en donde el polo fue considerado deporte olímpico y además en ambas ediciones alcanzó la medalla de bronce. 
En los Juegos Olímpicos de París 1900 México empató el tercer lugar con el conjunto franco-británico de Bagatelle Paris. Los mexicanos alinearon a Guillermo Hayden Wright, Eustaquio de Escandón y Barrón, Pablo de Escandón y Barrón y Manuel de Villavieja Escandón y Barrón. En 1936 también alcanzaron el tercer lugar y la medalla de bronce.

## México en los mundiales
México es permanente animador de los torneos mundiales. Su primera participación fue en Buenos Aires, Argentina, en 1987. Realizó una buena actuación, llegando a la final, pero cediendo ante el conjunto local.
Los siguientes mundiales no fueron muy buenos para el conjunto mexicano, en 1989 no clasificó y en Santiago de Chile en 1992 quedó eliminado en primera ronda. Tres años más tarde tendría su revancha al alcanzar el tercer lugar en Suiza. 
El conjunto mexicano no clasificó para las siguientes dos Copas del Mundo y recién apareció en 2004 quedando eliminado nuevamente en la primera fase. El Campeonato Mundial de Polo de 2008 se organizó en Ciudad de México y eran los grandes favoritos para quedarse con el título, sin embargo quedaron eliminados en semifinales por la Selección de polo de Chile, quienes a la postre serían los campeones.
| Campeonato Mundial de Polo | Campeonato Mundial de Polo | Campeonato Mundial de Polo | Campeonato Mundial de Polo | Campeonato Mundial de Polo | Campeonato Mundial de Polo |
| -------------------------- | -------------------------- | -------------------------- | -------------------------- | -------------------------- | -------------------------- |
| 1987:                      | Medalla de plata           | 1989:                      | No clasificó               | 1992:                      | Primera fase               |
| 1995:                      | Medalla de bronce          | 1998:                      | No clasificó               | 2001:                      | No clasificó               |
| 2004:                      | Primera fase               | 2008:                      | Medalla de bronce          | 2011:                      | Primera fase               |
| 2015:                      | No clasificó               | 2017:                      | No clasificó               |                            |                            |

## México en los Juegos Panamericanos
La selección mexicana participó en 1951 en la única edición de los Juegos Panamericanos en donde el polo fue considerado. De un total de cuatro selecciones México obtuvo la medalla de plata, siendo superado por la Selección de polo de Argentina, quienes eran los locales.

## México en el U.S. Open
Aunque se ha dicho que el conjunto mexicano ganó el campeonato del U.S. Open entre septiembre y noviembre de 1946 dicha información es errónea. El team mexicano jugó una serie de partidos, el primero de ellos en Meadow Brook, con marcador favorable para el equipo norteamericano 10-4. El segundo se jugó en noviembre en el Austin Polo Club en Texas, con marcador de 11 metas a 4 a favor del equipo de Stephen Sanford.
"El primer concurso se llevó a cabo en el Meadow Brook Club en Long Island en septiembre de 1946. Estados Unidos seleccionó un poderoso equipo: Michael Phipps, Cecil Smith y Stewart Iglehart, los tres experimentados practicantes del polo internacional de alto arco. En Back se les unió Peter Perkins, que debutaba como jugador internacional. En cuanto a los mexicanos, contaron con la destreza de los cuatro hermanos Gracida, Gabriel "Chino", Guiilermo "Memo", Alejandro "Cano" y José "Pepe". La escuadra americana se llevó los dos partidos, por 10 a 4 y 11 a 4 goles.
La segunda serie tuvo lugar en el Austin Polo Club de Texas, en noviembre. Los hermanos Gracida representaron nuevamente a México, mientras que en la selección de Estados Unidos Stephen Sanford reemplazó a Mike Phipps y el lugar de Peter Perkins en Back fue ocupado por John T. Mather, un seguro y temible jugador de handicap de 7 goles.
Después de un primer encuentro desequilibrado, ganado por el equipo estadounidense por 7 goles a cero, el segundo juego fue muy igualado, finalmente ganado por el equipo de EE. UU. 11-9. Con la serie de tres juegos ya decidida, William Barry ingresó al equipo en el número 2 y Smith ocupó el lugar de Iglehart en el número 3. Este partido final lo ganó EE. UU. por 11 goles a 4", como escribió Horace A. Laffaye en Polo in the United States: A History. 